# Mongolski narodi
Mongolski narodi su jedna od tri velike grane Altajskih naroda nastanjeni u Mongoliji i Unutrašnjoj Mongoliji u Kini. Cijela grana dobiva ime po Mongolima a obuhvaća niz naroda koji se služe srodnim jezicima. 
U Mongoliji živi oko 2,7 milijuna Mongola i većinu čine Halha Mongoli s više plemena: Khotogoyt, Dzakhachin, Mingat, Bayad, Oold, Tsaatan, Khoton, Uzemchin. Drugi su Kalmiki ili Ojrati, koji se ne smiju pobrkati s Ojrotima ili Altajcima, turskim narodom. Ojrati se dijele na Ojrate (139.000), Dorbote (55.000) i Torgute (11.400). Svih skupa Ojrata u svijetu ima 518.000, od toga 205.500 u Mongoliji. 
U Kini su nastanjene grupe Mongola u područjima Unutrašnje Mongolije (oko 5.000.000), Jilina, Liaoninga, Hebeija; Henana; Beijinga; Jiangsua; Shaanxija; Shanxija; Tianjina; Shandonga; Shanghaija. Predstavljaju ih: Dongxiang, Dagur, Jugur, Tuzu, Bao'an, Kharchin, Khorchin, Chahar, Ordos, Tumut.  Između 600.000 i 700.000 Mongola živi u zapadnom Liaoningu, a većina pripada grupi Kharchin.
U Rusiji ima oko 1.000.000 Mongola. Glavne skupine su im Burjati i Urjanhajci ili Tuvinci.
Ostale mongolske grupe su Moghol u Afganistanu, nekoliko tisuća blizu Herata, u dva sela (Kundur i Karez-i-Mulla.). 
Mongolski stil života je pastoralni nomadizam i život u jurti. Mongol tradicionalno uzgaja 5 vrsta životinja, to su: ovca, koza, deva, konj i govedo. Ovca se prvenstveno uzgaja zbog vune, a koza i govedo zbog mesa i mlijeka. Deva ima transportnu ulogu, a konj služi za jahanje. 
Dva do četiri puta godišnje tipične stočarske obitelji se sele između zimskih i ljetnih kampova. Domovina Mongola na istoku je uglavnom prekrivena stepama, niskim travnjacima, dok na jugu prevladavaju polupustinjska i pustinjska područja (Gobi).

## Vanjske poveznice
- The Mongols in World History
- Language Family Trees: Altaic, Mongolian